# 레드망고

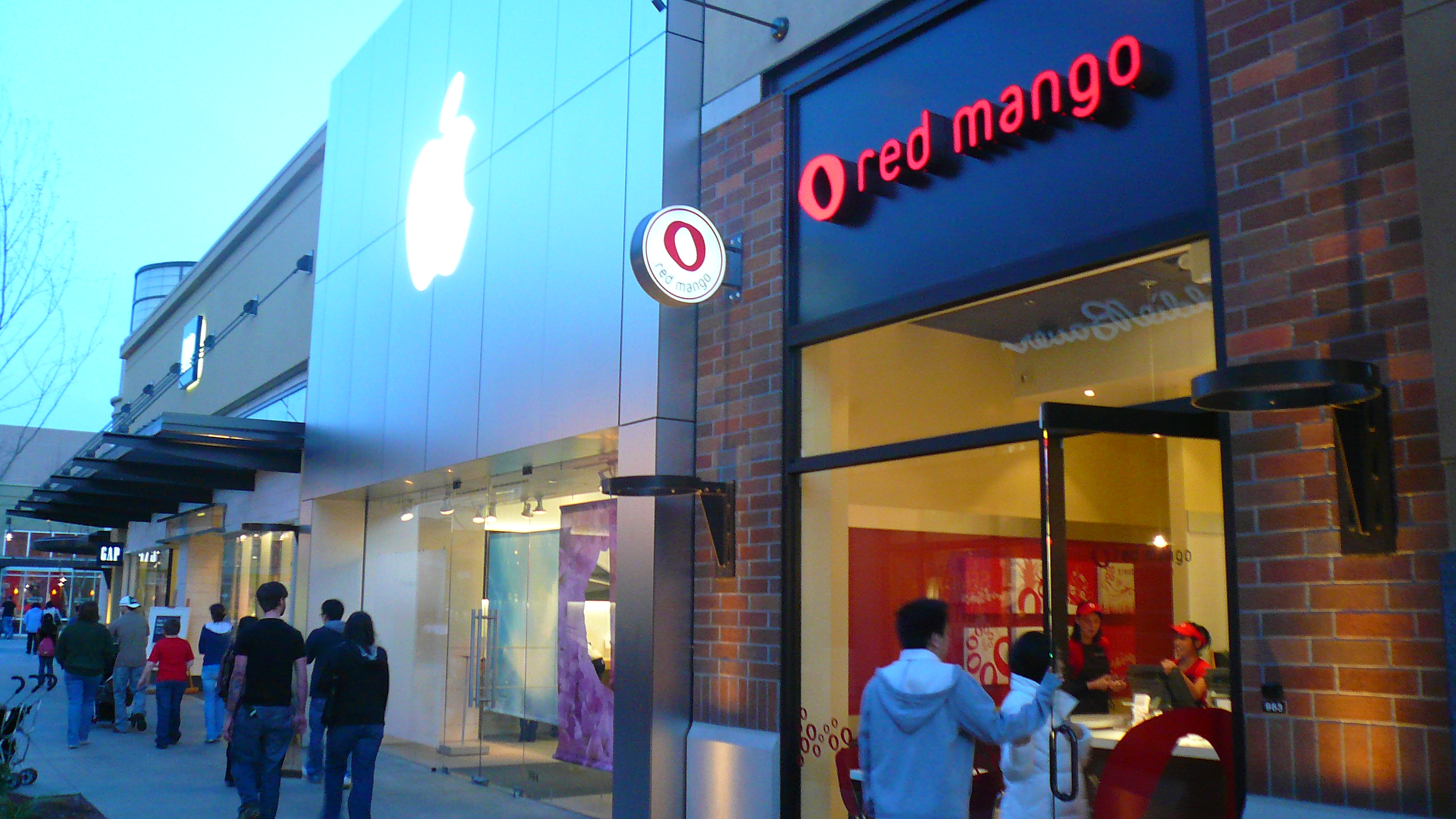
미국 워싱턴주에 있는 레드망고

레드망고(Red Mango)는 대한민국의 아이스크림 전문 체인점이다. 한국계 미국인인 주로니가 2003년에 이화여자대학교 앞에서 처음 문을 열었으며, 현재 20개국 300여개의 체인점을 두고 있다.
미국에서는 2007년 캘리포니아주 로스엔젤레스에서 처음으로 개업하였으며, 텍사스주 댈러스에 본사가 있다.